# BPM (堂本光一)
《BPM》為堂本光一在2010年9月1日發行的第2張音樂專輯。由傑尼斯娛樂發行。

## 解說[1]
與前作《mirror》相隔約4年，為堂本光一第2張個人名義專輯，發行了完全初回限定版盤、普通版（初回限定）、普通版3種版本。
此張作品也一如往常，由外部的音樂人提供歌詞，光一自己作曲。
包含單曲《妖 ～Ayakashi～》，共收錄有11首歌（普通版則有13首）。初回版附有特別版的歌詞本，以及收錄了這張專輯名稱的來由－2009年舉行的個人演唱會「Best Performance and Music」的影片。普通版（初回限定）收錄了2010年公演的「Endless　SHOCK」中表演了第11首歌「SOLITARY」的影像DVD，還附有此專輯的LOGO貼紙。普通版特別收錄了重新編曲《妖 ～Ayakashi～》的2010版（ボーナストラック），以及之前以米壽司名義發行的《No more》也以堂本光一版重新收錄其中。
初回版的CD封面不是光一的照片。
於Oricon音樂排行榜上初登場即獲得第2名（第1名為Superfly），但作品連續登上Oricon排行榜的紀錄就此中斷（單曲方面則為進行式）。

## 收錄曲
第1～11首為全版本共通，第12、13首只收錄在普通版。
1. Bad Desire
（作詞:EMI K. Lynn　作曲:堂本光一　編曲:HARANHN　合聲編曲:岩田雅之）
  - 雖不是單曲，但有拍攝PV。
2. IN & OUT 
（作詞:白井裕紀/新美香　作曲:堂本光一　編曲:SHARK　合聲編曲:竹内浩明/亞美）
3. 妖 ～Ayakashi～
（作詞:白井裕紀/新美香　作曲:堂本光一　編曲:CHOKKAKU　合聲編曲:竹内浩明/亞美） 
  - 第二張單曲。
4. 曉
（作詞:白井裕紀/新美香　作曲:堂本光一　編曲:高橋哲也　合聲編曲:佐藤泰將）
5. Slave of love
（作詞:海老根祐子　作曲:堂本光一　編曲:真下正樹　合聲編曲:竹内浩明/亞美）
6. absolute love
（作詞:堀江里沙　作曲:堂本光一　編曲:7.4.7　合聲編曲:竹内浩明　弦樂編曲:佐藤泰將）
7. VANISH
（作詞:EMI K. Lynn　作曲:堂本光一　編曲:真下正樹　合聲編曲:Ko-saku）
8. Bounce up
（作詞:白井裕紀/新美香　作曲:堂本光一　編曲:岩田雅之）
9. Love Shines
（作詞:Satomi　作曲:堂本光一　編曲:石塚知生）
10. Bad Desire-remix-
（作詞:EMI K. Lynn　作曲:堂本光一　編曲:HARANHN）
  - 此專輯第一首歌「Bad Desire」重編曲後的版本。
11. SOLITARY
（作詞:Freakchild/Alexandra Prinz　作曲:堂本光一　編曲:石塚知生　合聲編曲:竹内浩明/亞美）
  - 2010年公演的「Endless　SHOCK」中首次表演。
12. 妖 ～Ayakashi～-2010-
（作詞:白井裕紀/新美香　作曲:堂本光一　編曲:J.kang）
  - 只收錄在普通版。將2009年發行的單曲重新編曲後發表的2010年版。
13. No more-ver.DK- 
（作詞:白井裕紀/新美香　作曲:堂本光一　編曲:佐藤泰將）
  - 只收錄在普通版。將過去以米壽司名義發行的單曲「No more」重編曲成堂本光一版。

## 資料來源
1. ↑  「Johnny's net－BPM【堂本光一】 （页面存档备份，存于）」檢閱日期：2010年9月8日。
2. ↑  .   [2010-10-12]. （原始内容存档于2010-02-01）.